# Sanja Marđetko Kurečić
Sanja Marđetko Kurečić (Bjelovar, 1959. – Zagreb, 21. ožujka 2010.) bila je hrvatska novinarka i TV voditeljica na HRT-u.

## Emisije
- Poslovni klub
- Cijena novca
- Moć novca

## Vanjske poveznice
- Vijest o smrti